# Ola Salo

Rolf Ola Anders Salo Svensson, est un chanteur, auteur et compositeur de rock suédois né le 19 février 1977 à Grytnäs (municipalité d'Avesta). Il est surtout connu comme le leader et chanteur du groupe The Ark pour lequel il écrivait la musique et les paroles des chansons.

## Biographie
Ola Salo est né en 1977 à Avesta, en Dalécarlie. Son père, Lars Svensson, était prêtre à Söraby et sa mère, Birgitta, était infirmière. Ses parents et leurs cinq enfants on déménagé à Rottne dans le Småland alors qu’il avait deux ans, c’est là qu’il a suivi sa scolarité. Il avait quatre ans quand il a écrit sa première chanson, intitulée « Raggarbilar ». Lorsqu'il a intégré le lycée de Växjö, il a suivi le cursus « sciences humaines » avec l’option musique. Plus tard il s’est installé à Malmö.
En 1996 il a pris le nom de scène d’Ola Salo, palindrome dans lequel Salo vient de « Ola » à l'envers avec en plus la lettre initiale de son nom de famille. Aujourd’hui, le dénominatif « Salo »  fait officiellement partie de son patronyme comme deuxième prénom . Ola Salo est végétarien .
En 2009 Ola Salo s’est marié avec Anneli Pekula avec laquelle il a eu deux filles. Il se proclame ouvertement bisexuel,. Un de ses frères, Lars Jakob Skarin, est une personnalité connue dans le monde des affaires et de la musique en Suède.

## Carrière
Ola Salo a formé le groupe The Ark en 1991 avec ses amis Lars (Leari) Ljungberg, Mikael Jepson et Magnus Olsson.
À Malmö, il a commencé comme artiste du Malmö Stadsteater. Il est intervenu d'abord dans Kristina de Duvemåla (où il était le remplaçant de Peter Jöback ) puis dans Un violon sur le toit  entre 1997 et 1999. Dans le cadre de la célébration du tricentenaire de Carl von Linné, son œuvre symphonique  « Linnaeus Rex » (Le roi Linné) a été d’abord jouée le 28 janvier 2007 dans la salle de concert de Växjö puis dans de nombreuses autres salles, dont celle d'Uppsala.
En 2007, le groupe The Ark a remporté le Melodifestivalen avec le titre composé par Ola Salo " The Worrying Kind ". Il a ensuite représenté la Suède au Concours Eurovision de la chanson à Helsinki le 12 mai 2007 et a  terminé à la dix-huitième place. Sa carrière dans la comédie musicale s'est poursuivie en 2016 dans le cadre d’Andra chansen  aux côtés de Peter Jöback. Au Melodifestivalen 2017, Salo a collaboré avec Peter Kvint pour écrire la chanson « Hearts align » interprétée par le groupe Dismissed.
De 2008 à 2009, Salo a tenu le rôle principal dans la comédie musicale Jesus Christ Superstar à l'opéra et au théâtre musical de Malmö. Pour cette production, c’est lui qui a effectué la traduction du livret. De 2012 à 2013, il a repris le rôle de Jésus Christ, mais cette fois dans la production de Göta Lejon à Stockholm. En 2014, il a fait une tournée en Suède avec ce spectacle .
Ola Salo a animé l'émission Sommar i P1 sur la radio Sveriges Radio P1 à deux reprises : le 16 juillet 2003 et le 26 juillet 2009. Il a également participé à l'automne 2013 à la Sommarpratarna de SVT .
Au début 2012, Ola Salo a tenu le rôle de coach dans l'émission télévisée « The Voice Suède » aux côtés de Carola Häggkvist, Petter et Magnus Uggla .
Le 2 novembre 2013, Sveriges Radio lui a commandé l'opéra rock « Kult » .
En 2014, Ola Salo était l'un des participants à la cinquième saison de « Tellement mieux » sur TV4 .
À l'automne 2017, il était l’artiste invité de l'émission « Queen, Champions of Rock ».
Au printemps 2018, Ola Salo a participé à la première saison de Stjärnornas stjärna sur TV4 ; il a terminé deuxième derrière Casper Janebrink. En mai, Ola Salo a fait une mini-tournée de 6 concerts avec la famille August  et à l'été de la même année, il a participé à la tournée estivale de Diggiloo .
En 2019 et en 2020, il a fait plus de 100 représentations de son émission de pub « Il faut être un imbécile pour rester sain d'esprit ». Dans le spectacle, il a interprété des chansons de The Ark accompagné de musiciens et de danseurs, il a raconté des anecdotes musicales sur sa propre vie et sur celle avec The Ark .

## Discographie

### Album solo
- 2015 – Wilderness

### Singles
Au cours de sa carrière solo : 
- 2015 – How I Kill
- 2014 – I Got You
- 2017 – I Call Your Name

## Théâtre

### Rôles (non complets)
| Année | Rôle    | Production                                                        | Direction       | Théâtre        |
| ----- | ------- | ----------------------------------------------------------------- | --------------- | -------------- |
| 1997  | Perchik | Un violon sur le toit Joseph Stein, Jerry Bock et Sheldon Harnick | Lars Rudolfsson | Opéra de Malmö |
| 2016  | Hedwig  | Hedwig and the Angry Inch John Cameron Mitchell et Stephen Trask  | Hugo Hansén     | Göta Lejon     |
| 2022  | Judas   | Jesus Christ Superstar Andrew Lloyd Webber et Tim Rice            | Fredrik Rydman  | Turné,         |